# Effetto Venturi

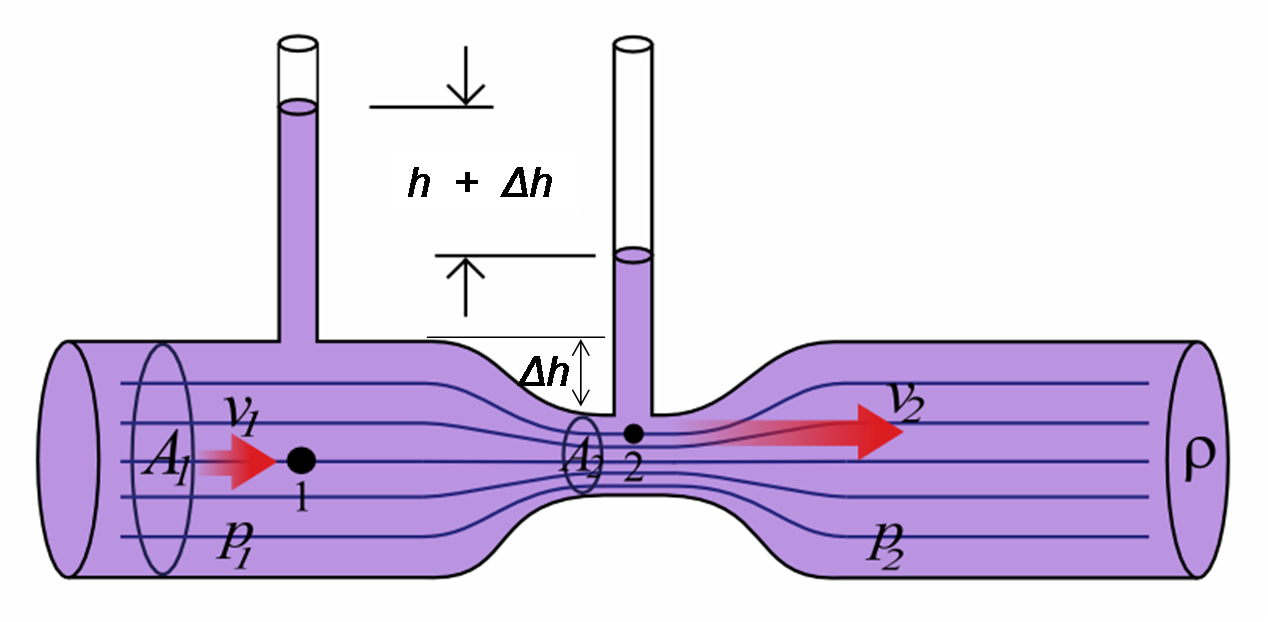
In "1", dove la velocità del fluido è minore che in "2" essendo maggiore la sua sezione, si osserva che la pressione è maggiore che in "2".

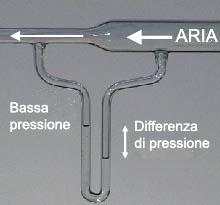
Effetto Venturi su una massa liquida

In fisica, in particolare in meccanica dei fluidi, l'effetto Venturi (o paradosso idrodinamico) è il fenomeno idrodinamico, scoperto e studiato dal fisico Giovanni Battista Venturi, per cui la pressione di una corrente fluida aumenta con il diminuire della velocità, e viceversa.

## Descrizione
È possibile studiare la variazione di pressione di un liquido in un condotto, inserendo dei tubi manometrici.
L'esperimento dimostra che il liquido raggiunge nei tubi altezze diverse: minore dove la sezione si rimpicciolisce (in cui aumenta la velocità) e maggiore quando la sezione si allarga (ovvero quando la velocità diminuisce).
Dato che la pressione del liquido aumenta all'aumentare dell'altezza raggiunta dal liquido nei tubi manometrici, è possibile dire che ad un aumento della velocità corrisponde una diminuzione della pressione e viceversa, cioè all'aumento della pressione corrisponde una diminuzione della velocità.
Con esperimenti appropriati, è possibile notare lo stesso fenomeno nei gas.

## Formula

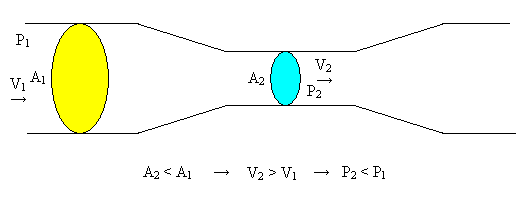
Esempio di diminuzione della pressione in un tratto di condotta che presenta una strozzatura

Consideriamo una generica condotta che presenti una diminuzione della sua sezione e chiamiamo {\displaystyle A_{1}} l'area maggiore e {\displaystyle A_{2}} l'area minore. Dall'equazione di continuità applicata alla fluidodinamica sappiamo che in condizioni stazionarie la portata (massica) entrante nella prima sezione deve essere esattamente uguale a quella entrante nella seconda. Da ciò, in caso di fluido a densità costante (incomprimibile) poiché la portata volumetrica può essere espressa come prodotto della velocità del fluido per la sezione in cui passa, si deduce che c'è un aumento di velocità nella sezione {\displaystyle A_{2}} rispetto a quella in {\displaystyle A_{1}} ({\displaystyle v_{1}} < {\displaystyle v_{2}}).
Sulla base di queste considerazioni, supponendo che non esista una differenza di quota tra le due sezioni, è possibile utilizzare come sistema di riferimento per le altezze l'asse della condotta, eliminando in questo modo un termine nell'equazione di Bernoulli (conservazione dell'energia), che si presenterà in questa forma:
{\displaystyle p+{1 \over 2}\rho v^{2}=\mathrm {costante} }
con ρ densità, p pressione e v velocità del flusso.
Si può notare, quindi, che all'aumentare della velocità del fluido si crea necessariamente una diminuzione della pressione interna al fluido stesso. Nel caso del nostro esempio, cioè, la pressione {\displaystyle p_{2}} risulterà essere minore della pressione {\displaystyle p_{1}}.
A livello intuitivo è possibile comprendere la diminuzione della pressione nel fluido, nella zona del tubo caratterizzata da minore sezione e maggiore velocità, pensando che la pressione viene spesa per accelerare il fluido. In altre parole la differenza di pressione ai capi della zona della strozzatura o del raccordo è quella necessaria per accelerare il fluido e garantire così la costanza del flusso (equazione di continuità).

## Paradosso idrodinamico

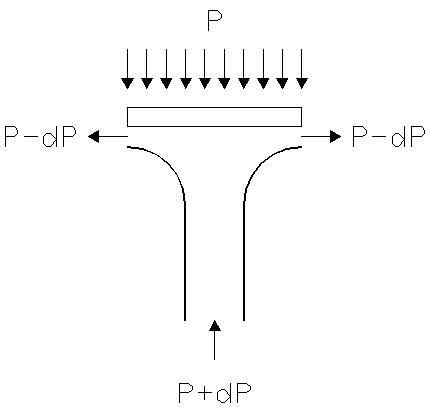
Effetto Venturi

L'effetto Venturi viene anche chiamato paradosso idrodinamico poiché si può pensare che la pressione aumenti in corrispondenza delle strozzature; tuttavia, per la legge della portata, in corrispondenza delle strozzature è la velocità ad aumentare. Quindi, considerando un tubo che finisce contro una piastra come in figura, e un fluido con una pressione leggermente superiore alla pressione atmosferica, l'aumento di velocità che la strozzatura crea tra tubo e piastra farà aumentare la velocità a scapito della pressione del fluido. Se in questo punto la pressione scende al di sotto della pressione atmosferica, la piastra tenderà a chiudere il tubo anziché volare via. Da questo nasce il paradosso idrodinamico che è una conseguenza della Legge di Bernoulli.

## Il tubo di Venturi
Il tubo di Venturi sfrutta l'effetto Venturi per misurare la portata. Sia Q la portata volumetrica, nell'esempio precedente. Siccome
{\displaystyle {\begin{cases}Q=v_{1}A_{1}=v_{2}A_{2}\\p_{1}-p_{2}={\frac {1}{2}}\rho (v_{2}^{2}-v_{1}^{2})\end{cases}}}
conoscendo le sezioni e le pressioni nei punti del tubo e la densità del fluido è possibile ricavare la portata
{\displaystyle Q=A_{1}{\sqrt {\frac {2\left(p_{1}-p_{2}\right)}{\rho \left(\left({\frac {A_{1}}{A_{2}}}\right)^{2}-1\right)}}}=A_{2}{\sqrt {\frac {2\left(p_{1}-p_{2}\right)}{\rho \left(1-\left({\frac {A_{2}}{A_{1}}}\right)^{2}\right)}}}}